# Kanika
Kanika fou un estat tributari protegit del tipus zamindari, a Orissa, governat per la dinastia Bhanja.
Com a fundador tradicional fou considerat Jagadishwar Bhanj, fill de Raja Lakshman Raj Bhanj de Mayurbhanj, vers el 726. La conquesta britànica d'Orissa el 1803 va anar seguida de la imposició de l'autoritat en molts llocs del territori; els primers que es van oposar foren els rages de Khurda, Kanika i Kujang, que van formar una aliança ofensiva i defensiva amb la idea d'expulsar els invasors. Derrotats el 1805 el raja de Kanika va ser capturat, enviat presoner a Midnapur i destronat (juliol del 1805) però els rages van prosseguir la lluita de guerrilles; el 1806 el regne de Kanika Jayi Rajaguru va morir i el 1807 el raja Mukunda Deva II de Khurda fou expulsat del país. Però res d'això aturava als rebels; el raja de Khurda era considerat el "descendent i representant reverenciat dels antics sobirans", i altres rages es van unir a la revolta obertament o secretament; els tres rages van esdevenir més desafiants i agressius; el raja de Khurdam tot i estar desterrat, era l'ànima de la resistència i el 1817 els britànics quasi havien estat expulsats de Khurda. Finalment però els britànics van arribar a un acord amb els rages.

## Llista de rages
- Raja BALBHADRA BHANJ DEO 1803-1817, captured and sent to Midnapur as a prisoner in July 1805.
  - Regents 1805-1817
- Raja Desconegut 1817-?
- Raja PADMANAVA BHANJ DEO ?-1899
- Raja Bahadur Sir RAJENDRA NARAYAN BHANJ DEO Bahadur 1899-?
- Raja Saheb SAILENDRA NARAYAN BHANJ DEO ?-1949 (encara vivia el 1957)